# شهرستان مونرو (میسیسیپی)
شهرستان مونرو، ایالت میسیسیپی (به انگلیسی: Monroe County, Mississippi) یک سکونتگاه مسکونی در ایالات متحده آمریکا است که در ایالت میسیسیپی واقع شده‌است.